# Test de Gaenslen
 (juillet 2020).

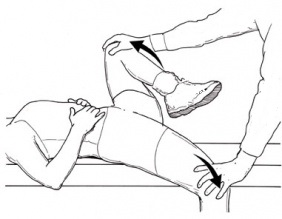
Test de Gaenslen.

Le test ou épreuve de Gaenslen est un examen clinique utilisé en médecine et physiothérapie pour l'évaluation de patients avec possible affectation des articulations sacro-iliaques. Il présente une sensibilité de 50-53%, une spécificité de 71-73%,un rapport de vraisemblance positif de 1,84-2,21 et négatif de 0,65-0,65.
En raison de la difficulté à détecter une pathologie à ce niveau par le seul examen physique, le test de Gaenslen est souvent combiné à un ensemble de tests additionnels, dont le test de Patrick (aussi appelé FABER) ou les tests de distraction et de compression des sacro-iliaques. L'ensemble de ces tests reçoivent le nom de tests de provocation des sacro-iliaques et servent à l'évaluation des spondylarthropathies — telle la spondylite ankylosante— et autres maladies d'origine rhumatoïde touchant à l'articulation sacro-iliaque,.
Le test a été décrit par le chirurgien Frederick Julius Gaenslen.

## Procédure
Le patient est installé en décubitus dorsal. Le thérapeute effectue une flexion maximale de la hanche d'un côté du corps alors que l'autre hanche est portée en extension, ce qui crée une force de tension intra-articulaire dans les deux articulations sacro-iliaques. Le patient peut collaborer en tenant le genou de la jambe fléchie et en laissant tomber l'autre jambe en extension hors de la table d'examen. La manœuvre peut aussi être réalisée en décubitus latéral, en réalisant les mêmes mouvements et en stabilisant le bassin du patient.
Le test est considéré positif lorsque le patient manifeste une douleur localisée aux sacro-iliaques lors de la réalisation de la manœuvre. Le diagnostic se confirme à l'aide d'imageries diagnostiques telles l'imagerie par résonance magnétique ou la radiographie des sacro-iliaques.